# ACF Fiorentina
ACF Fiorentina (prej AC Fiorentina) je italijanski nogometni klub s sedežem v mestu Firence, ki se nahaja v italijanski deželi Toskana. Prvotno sta bili klubski barvi rdeča in bela, leta 1928 pa so namesto rdeče začeli uporabljati vijoličasto. Klub svoje domače tekme igra na stadionu Artemio Franchi, ki sprejme 47.282 gledalcev. 

## Zgodovina
Klub je bil ustanovljen 26. avgusta 1926, prvo lovoriko pa je osvojil v sezoni 1939-40, ko je Fiorentina osvojila italijanski pokal. V sezoni 1955-56 je sledil prvi naslov državnega prvaka, tako imenovani scudetto, v naslednjih štirih sezonah pa je klub osvajal predvsem druga mesta. V sezoni 1960-61 je Fiorentina drugič osvojila italijanski pokal, uspešna pa je bila tudi v Evropi, saj je osvojila prvi naslov v Pokalu pokalnih zmagovalcev. V šestdesetih letih je klub zopet osvojil italijanski pokal, leta 1969 pa znova tudi italijansko prvenstvo. 1975. leta je sledil nov uspeh v italijanskem pokalu, od takrat pa do poznih devetdesetih let pa je sledilo temačno obdobje z nastopanjem v Serie B. Po vrnitvi v Serie A leta 1993 se je Fiorentina zopet izkazala v pokalnih tekmovanjih, ko je leta 1996 in 2000 spet osvojila italijanski pokal, v letu 2000 pa je sledil tudi uspeh v italijanskem superpokalu. 
V letu 2001 je prišlo do razkritja ogromnih dolgov, ki jih je pridelal predvsem bivši predsednik Vittorio Cecchi Gori. Kluba ni bilo več mogoče rešiti. Prišlo je do bankrota in Fiorentina je v sezoni 2001-02 izpadla iz Serie A. Avgusta 2002 je na pogorišču prejšnjega nastal nov klub, imenovan Florentia Viola, katere lastnik je postal Diego Della Valle. Klub je dobil pravice za nastopanje v Serie C2, edini igralec, ki je ostal tudi iz prejšnjega obdobja pa je bil takratni italijanski reprezentant Angelo Di Livio. Klub je v sezoni 2002-03 z lahkoto osvojil prvo mesto v svoji skupini Serie C2 in bi se po vsej logiki moral uvrstiti v Serie C1, vendar je zaradi bizarnega Primera Catania klub lahko preskočil tretjeligaško tekmovanje in v sezoni 2003-04 nastopil v Serie B. To se je zgodilo zaradi tega, ker je italijanska nogometna zveza zaradi primera Catania drugoligaško tekmovanje razširila iz 20 na 24 klubov. V tej sezoni je klub lahko tudi odkupil prvotno ime Fiorentina in se preimenoval v ACF Fiorentina. 
Klub je v sezoni 2003-04 v Serie B zasedel šesto mesto, s tem pa je bilo Fiorentini omogočeno nastopanje v dveh dodatnih tekmah za napredovanje v Serie A, kjer se je pomerila s Perugio, petnajstouvrščenim klubom tiste sezone v Serie A. S skupnim izidom 2-1 se je Fiorentina spet uspela uvrstiti v Serie A. V sezoni 2004-05 se je Viola komajda izognila izpadu iz Serie A, v sezoni 2005-2006 pa je klub pod vodstvom trenerja Prandellija občutno izboljšal svojo formo in se uvrstil v Ligo prvakov. 14. julija je Fiorentina zaradi nameščanja tekem izgubila mesto v Ligi prvakov in bila premeščena v Serie B. Sezono 2006/2007 je začela z -12 točkami.

## Lovorike
Serie A
- 1955/56
- 1968/69

Coppa Italia
- 1939/1940
- 1960/1961
- 1995/1966
- 1974/1975
- 1995/1996
- 2000/2001

Pokal pokalnih zmagovalcev
- 1960/1961